# Кругликов, Фёдор Фёдорович
Кру́гликов, Фёдор Фёдорович (8 февраля 1907, ст. Красное Московско—Белорусско—Балтийской железной дороги — 15 октября 1978, Москва) — советский военный резидент, разведчик-нелегал Главного разведывательного управления (ГРУ) Генерального штаба Красной армии на территории Швейцарии и других европейских стран в годы Второй мировой войны. Кадровый офицер ГРУ, руководитель разведывательной группы в Швейцарии с марта 1939 до декабря 1945. Группа работала без провалов и не была раскрыта до конца войны. После войны работал в ГРУ Генштаба ВС..

## Биография
- Родился 8 февраля 1907 года на станции Красное Московской железной дороги в рабочей семье. По национальности белорус[2].
- С мая 1924 по ноябрь 1925 — подручный плотника в штабе Западного ВО в Смоленске.
- С 1926 по 1929 годы работал рабочим-взрывальщиком на промыслах «Лесохим», посёлок Красный Колодезь Брасовского района Западной области, затем мастером треста «Лесохим», станция Инза Московско-Казанской железной дороги[1].
- В 1930 году вступил в члены ВКП(б).
- 1931—1936 — проходил обучение в Военно-воздушной академии им. Н. Е. Жуковского.
- 1938—1939 — помощник начальника отделения техники воздушного флота 3-го РУ штаба РККА по руководству агентурной разведкой фронтов.
- С марта 1939 по декабрь 1945 — разведчик-нелегал в Швейцарии и других европейских странах.
- 1945—1953 — после окончания войну в звании полковника служил в ГРУ Генштаба Советской армии[3].
- 1953—1964 — полковник в отставке, редактор в издательствах «Иностранная литература» и «Военное издательство».
- 1965—1974 — работал инженером на автобазах «Сельхозтехники».

За большие заслуги в деле обороны СССР награждён орденом Красного Знамени (15.11.1950), орденом Красной Звезды (6.05.1946), медалями

## Профессиональная деятельность
Справочник «ГРУ: дела и люди», выпущенный в 2002 году, содержит краткие сведения о Кругликове Ф. Ф в несколько строк:

«В Швейцарии работала ещё одна группа, деятельность которой осталась нераскрытой. Руководителем её был „Пауль“, проживавший в стране по чехословацкому паспорту на имя Карела Выбирала. Возможно, этим человеком был Федор Федорович Кругликов, выпускник академии им. Жуковского, сотрудник 3-го отдела (военная техника) Разведупра РКК. Майора Кругликова в 1939 году с чехословацким паспортом послали в Швейцарию, где он и провёл всю войну».
— «ГРУ: дела и люди»
За этими сухими сведениями — работа разведчика, которая была сопряжена с большими трудностями, связанными не только с нелегальным положением: продолжая ежедневную опасную и напряжённую агентурную деятельность, Ф. Ф. Кругликов должен был выучить четыре иностранных языка; скрываться в горах, избегая ареста; изготавливать радиопередатчик, не будучи специалистом; жить и работать в лагере интернированных, а для того, чтобы выйти из него, перенести операцию.
В воспоминаниях о своём отце его сын, Кругликов П. Ф. пишет:

Отец работал под именем гражданина Чехословакии Карела Выбирала и имел псевдоним «Пауль». Ему было предписано проживание в Цюрихе, но разведгруппа действовала также в итальянском и французском кантонах Швейцарии.

Завербован в разведку был незадолго перед началом возрастания политической напряжённости в Европе, приведшим в скором времени к мировой войне. Вербовочную беседу проводил начальник отдела научно-технической разведки О. Стигга (в 1938 году расстрелянный НКВД как «латышский шпион-террорист»). Подготовку ко внедрению Кругликова в Швейцарии начали до начала Второй мировой войны, в 1938 году, разработкой планов разведывательной работы, вопросами легендирования и непосредственным руководством операцией занимался Г. Робинсон. Каток предвоенных сталинских репрессий в отношении советских разведчиков за рубежом с высокой долей вероятности затронул бы и Кругликова, поскольку в ту пору советские загранработники массово отзывались «в Москву», где сразу же попадали в подвалы Лубянской тюрьмы, но Кругликова спасло ужесточение пропускного режима в регионе после аннексии Германией Судет и невозможность с его разведлегендой беспрепятственно покинуть страну и вернуться в СССР. Накануне войны он стал фактически невыездным, что и спасло ему жизнь, и позволило провести всю задуманную операцию, сохранив для ГРУ одного из ценнейших его резидентов от самодурства верховной власти, повсеместно выискивавшей «шпионов» и «изменников» во внутренних рядах.
Во время работы разведчик-нелегал создал агентурную сеть, одним из членов которой был известный советский агент Вольф Гольдштейн (Зеев Авни, позывной «Тони»), выпустивший мемуары под названием «Фальшивый флаг: история шпиона, который работал на Москву и израильтян». В книге он рассказывает не только о своей жизни — проживал в Риге, с 15 лет увлекался идеями коммунизма, в годы войны служил пулемётчиком Цюрихского пехотного полка швейцарской армии, но и о том, что был завербован и работал с Карелом Выбиралом, выдававшим себя за беженца из Чехословакии (Ф. Ф. Кругликов, «Пауль»).

## Семья
- Отец — Кругликов Фёдор Гаврилович, железнодорожник станции Красное Белорусской железной дороги
- Сын — Кругликов Павел Фёдорович (р. 1938 в Москве), кандидат технических наук, доцент